# Wilhelm Deeg
Wilhelm Deeg (ur. 1907, zm. ?) – zbrodniarz nazistowski, członek załogi niemieckiego obozu koncentracyjnego Dachau i SS-Unterscharführer.
Z zawodu malarz. Od listopada 1944 do kwietnia 1945 pełnił służbę jako kierownik komanda więźniarskiego w Mühldorf, podobozie KL Dachau. W procesie członków załogi Dachau (US vs. Ludwig Silbermann i inni), który miał miejsce w dniach 23–24 lipca 1947 przed amerykańskim Trybunałem Wojskowym w Dachau, skazany został na 4 lata pozbawienia wolności za bicie więźniów kolbą karabinu i kijem.